# Antelídeos
Antelídeos (Anthelidae) é uma família de insectos da ordem Lepidoptera. São originárias da Austrália e daNova Guiné. São próximos das Saturniidae e Bombycidae. As lagartas possuem pilosidades e podem provocar irritações. Esta família possui cerca de 100 espécies, 74 delas na Austrália.

## Classificação
A família é composta por duas subfamílias :
- Anthelinae com 6 géneros :
  - Anthela Walker, 1855
  - Chelepteryx Gray, 1835
  - Chenuala Swinhoe, 1892
  - Nataxa Walker, 1855
  - Omphaliodes Felder, 1874
  - Pterolocera Walker, 1855
- Munychryiinae com 2 géneros :
  - Gephyroneura Turner, 1920
  - Munychryia Walker, 1865